# 髄膜炎
髄膜炎（ずいまくえん、英語:  Meningitis）とは、髄膜（脳および脊髄を覆う保護膜）に炎症が生じた状態である。脳膜炎、脳脊髄膜炎ともいう。炎症はウイルスや細菌をはじめとする微生物感染に起因し、薬品が原因となることもある。髄膜炎は炎症部位と脳や脊髄との近接度合いによっては生命の危険があるため、救急疾患に分類される。
最も散見される髄膜炎の症状は頭痛、項部硬直であり、発熱や錯乱、変性意識状態、嘔吐、光を嫌がる（羞明）、騒音に耐えられなくなる（音恐怖）などといった症状を伴う。また、ビオー呼吸と呼ばれる、間欠的に無呼吸の時間が現れる特殊な呼吸の状態が一時的に見られる場合もある。小児例では不機嫌や傾眠などの非特異的症状が目立つものの、大泉門が閉鎖していない場合は膨らむことがある。
皮疹がみられる場合、髄膜炎の特定の病因を示唆している場合がある。例えば髄膜炎菌性髄膜炎には特徴的な皮疹がみられる。
脊柱管に針を刺入し、脳および脊髄を包む脳脊髄液（CSF）のサンプルを採取する腰椎穿刺によって髄膜炎が陽性か陰性かを診断する。CSF検査は医療研究機関で実施されている。

急性髄膜炎の一次治療は抗生物質を速やかに投与することであり、抗ウイルス薬を用いることもある。炎症の悪化から合併症を併発するのを予防するため、副腎皮質ホルモンを投与してもよい。髄膜炎は、とりわけ治療が遅れた場合に難聴、てんかん、水頭症、認知障害等の長期的な後遺症を遺すことがある。髄膜炎のタイプによっては（髄膜炎菌、インフルエンザ菌ｂ型、肺炎レンサ球菌、流行性耳下腺炎（おたふくかぜ）ウイルス感染に起因するものなど）予防接種によって予防できるものがある。

## 徴候と症状

### 臨床像

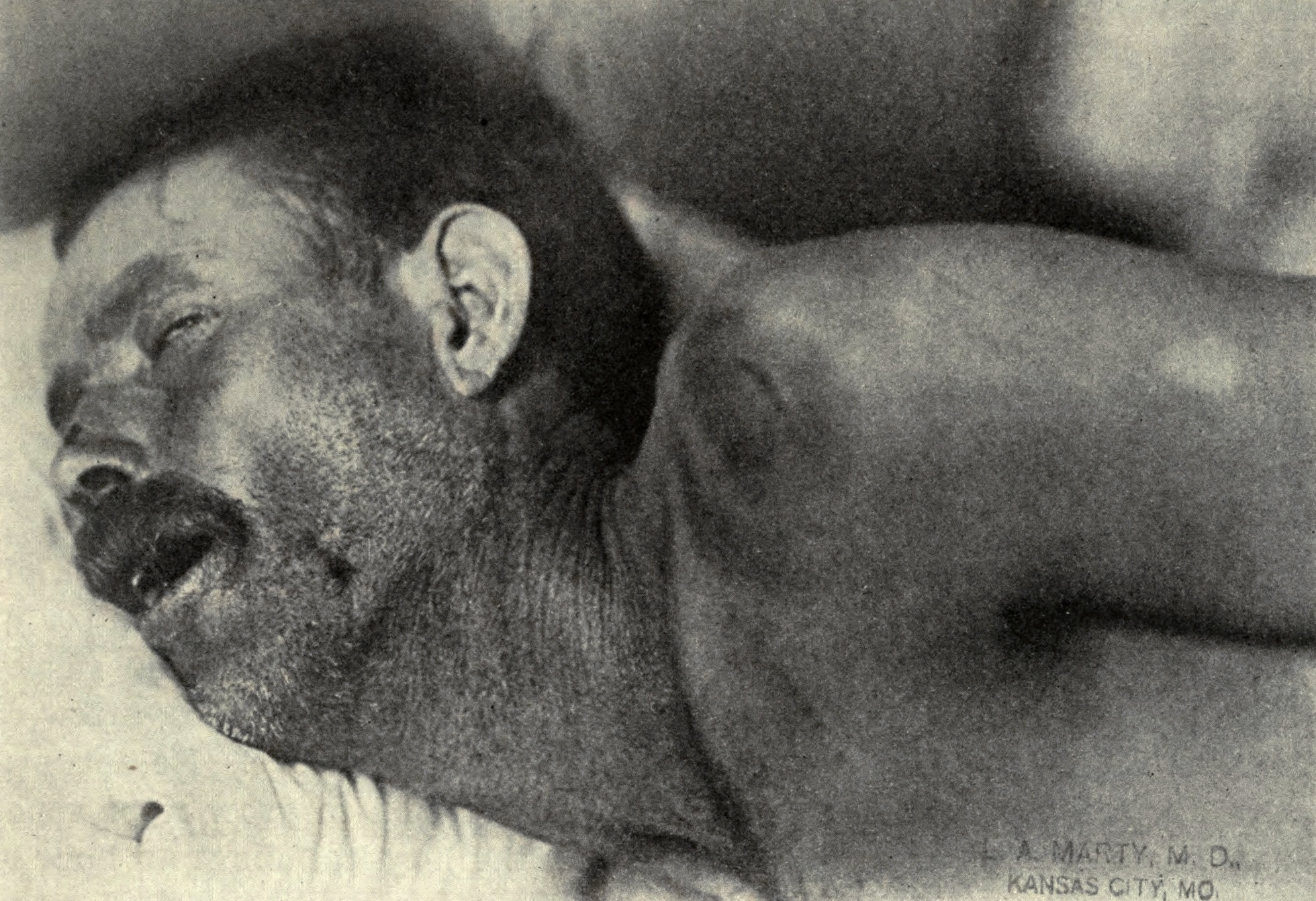
項部硬直 テキサスで発生した髄膜炎の流行（1911–12）

成人の髄膜炎に最も多い症状は重度の頭痛であり、細菌性髄膜炎の90%近くに認められる。次いで項部硬直（首の筋緊張、硬直により首を他動的に前へ曲げられなくなる）がみられる。項部硬直、急な高熱、意識障害を髄膜炎の3徴というが、この3徴が全てみられるのは細菌性髄膜炎患者の44 - 46%程度に過ぎない。この3徴のいずれもみられない場合、髄膜炎の可能性は極めて低い。これ以外の徴候としては、羞明（明るい光を嫌がる）や音恐怖（大きな音に耐えられない）が挙げられる。
ただし、乳幼児では先に挙げたような症状がみられないことが多く、不機嫌な様子や、具合が悪そうな様子を見せるにとどまることがある。6か月までの乳児の場合、泉門（乳児の頭頂部にある柔らかい部分）に膨隆がみられることがある。これより重症度の低い乳幼児の髄膜炎を診断する際には、脚の痛みや末端部の冷え、肌の色の異常などが手掛かりとなる。
項部硬直は成人の細菌性髄膜炎患者の70%にみられる。このほか、ケルニッヒ徴候やブルジンスキー徴候も髄膜症を示す徴候である。ケルニッヒ徴候を評価する際には、患者を仰臥位に寝かせ、股関節および膝関節をそれぞれ90度に曲げる。膝関節を他動的に伸展させようとすると痛みのため伸展制限が出る場合、ケルニッヒ徴候陽性である。また、首を前屈させると膝関節と股関節が自然に屈曲する場合、ブルジンスキー徴候陽性である。いずれも髄膜炎のスクリーニングによく用いられるが、感度は限定的である。一方で髄膜炎に対して非常に高い特異度を示し、別の疾患ではほとんどみられない。
これ以外にも、発熱と頭痛を訴える患者にはjolt accentuation（ジョルトサイン）と呼ばれる手技が髄膜炎の有無を判断する助けになる。患者に「イヤイヤをする」ように頭部を左右に水平方向にすばやく回旋・往復させたときに頭痛が増悪しなければ、髄膜炎の可能性は低い。これは感度90%、特異度60%ともいわれ、除外診断に極めて有用である（髄膜炎での感度 97%, 特異度 60%との報告もある）。
Neisseria meningitidis （髄膜炎菌）という細菌によって惹き起こされる髄膜炎（髄膜炎菌性髄膜炎）は、初期に急速に広がる点状出血性皮疹によってこれ以外の髄膜炎と区別できる。この皮疹は、胴、脚、粘膜、結膜、(時に掌や足の裏)にみられ、多数の小さく不定形な紫色ないし赤色の点("点状出血")である。一般的に紫斑であり、指やガラスのコップで押さえても赤みは消失しない。この皮疹は髄膜炎菌性髄膜炎に必ずみられるものではないものの、比較的特異的といえる。ただし、時に他の細菌による髄膜炎にも発現することがある。
髄膜炎の原因を探る手掛かりとしては、この他に手足口病や性器ヘルペスにみられるような皮膚の徴候が挙げられ、いずれもさまざまなウイルス性髄膜炎に認められる。

### 初期の合併症

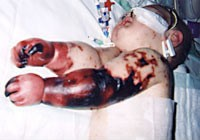
Charlotte Cleverley-Bisman
重度の髄膜炎菌性髄膜炎を発症した乳児。点状出血性皮疹が悪化して壊疽に至り、四肢切断を余儀なくされた。その後回復し、ニュージーランドで行われた髄膜炎予防ワクチンキャンペーンのポスターチャイルドとなった。

髄膜炎の初期段階で、別の問題が生じることがある。これには個別の治療を必要とし、重症化したり予後が悪化したりする場合もある。感染が敗血症、全身性炎症反応症候群、血圧低下、頻脈、高熱や低体温、呼吸促拍等を惹き起こす場合がある。初期段階に過度の低血圧がみられることがあり、他臓器に充分な血液を供給できなくなる。特に髄膜炎菌性髄膜炎に多いが、これに限られない。播種性血管内凝固症候群に陥ると血液凝固が過度に活性化され、臓器への血流が阻害されると同時に出血リスクが増大する。髄膜炎菌性疾患では時に四肢の壊疽に至ることもある。重度の髄膜炎菌および肺炎球菌感染では副腎から大量出血してウォーターハウス・フリードリヒセン症候群を発症することがあり、多くは致死的である。
脳組織が増大し頭蓋骨内部の圧力が亢進して、膨張した脳が頭蓋底から押し出され脳ヘルニアになる場合があり、意識レベルの低下、対光反射の消失、異常肢位によって気づくことが多い。また、脳組織の炎症によって脳周囲のCSFの正常な流れが阻害される場合がある（水頭症） 。
小児ではさまざまな原因からてんかん発作を来たす。てんかん発作は髄膜炎の初期段階によくみられ（全症例の30%）、必ずしも根本的な原因を示すものではなく、頭蓋内圧亢進や脳組織の炎症から生じる。部分発作(腕や脚、体の一部分に生じるてんかん発作)、持続性発作、遅発性発作などの投薬によるコントロールの難しい発作があると長期転帰が不良になりやすい。
また、髄膜の炎症により脳神経（脳幹から頭部および頸部に分布し眼球の動きや顔面筋、聴覚をコントロールする神経群）が異常を来たすことがある。視覚系の諸症状および難聴は髄膜炎の症状発現後しばらく持続する。脳の炎症 （脳炎）や脳血管の炎症（脳血管炎）があると、静脈内の血栓の形成（脳静脈洞血栓症）と同様に脱力感や感覚の麻痺、損傷を受けた脳の部位に応じた身体の異常運動や機能異常がみられるようになる。

## 原因
髄膜炎は通常微生物感染によって引き起こされる。ほとんどはウイルスによるもので、次いで細菌、真菌、原生動物によるものが多い。
また、感染によらないさまざまな原因によって発症する場合もある。「無菌性髄膜炎」とは細菌感染が確認されない髄膜炎の症例を指す。このタイプの髄膜炎は通常ウイルスによって惹き起こされるものであるが、時に細菌感染を原因とするものもあり、その場合部分的に治療されて細菌が髄膜から消失しているか、髄膜に隣接する空間が病巣となっている場合などがある（例：副鼻腔炎）。心内膜炎（血流に乗って細菌群が広がる心臓弁の感染）もまた無菌性髄膜炎の原因となる場合がある。Treponema pallidum（梅毒の原因菌）やBorrelia burgdorferi（ライム病の原因菌）をはじめとするスピロヘータ感染から無菌性髄膜炎感染を発症することもある。脳マラリアやアメーバ性髄膜炎（フォーラーネグレリア等の自然界の水源に存在するアメーバ感染による髄膜炎）も報告されている。

### 細菌性髄膜炎
細菌性髄膜炎または化膿性髄膜炎と呼ぶ。脳に細菌が入る事もあり、脳障害になる恐れもある。

腰椎穿刺施行にて得られた脳脊髄液において、菌体を認め、好中球の増加、ブドウ糖の減少を認めることが多い。症状は最も激烈で、適切な治療が速やかに要求される。
髄膜炎菌は欧米では重要な起炎菌であるが、日本では少ない。

### ウイルス性髄膜炎
髄膜炎を惹き起こすウイルスにはエンテロウイルス、単純ヘルペスウイルス2型（まれに1型も）、水痘・帯状疱疹ウイルス（水痘・帯状疱疹の原因ウイルス）、流行性耳下腺炎（おたふくかぜ）ウイルス、HIV、リンパ球性脈絡髄膜炎ウイルスなどがある。年長小児（幼稚園児 - 小中学生）に多い。根本原因を解決することはできないが、頭痛や嘔吐に対する対症療法を行っていれば、ほとんどの場合、自然軽快傾向を示す。死亡したり後遺症を残すことはまれである。

### 真菌性髄膜炎
真菌性髄膜炎の危険因子は数多く存在し、免疫抑制剤（臓器移植後に使用するもの等）、HIV/AIDS 、加齢による免疫機能の低下などが挙げられる。正常な免疫機能が備わっていれば発症の頻度は低いが、過去に薬物汚染による発生例が存在する。症状の発現は一般的に緩やかで、診断の少なくとも1～2週間前から頭痛や発熱が認められる。
最もよくみられる真菌性髄膜炎はCryptococcus neoformansによるクリプトコッカス髄膜炎である。アフリカではクリプトコッカス髄膜炎は最もよくみられる髄膜炎の原因とされ、アフリカにおけるAIDS関連死の20～25%を占める。これ以外にもHistoplasma capsulatum、Coccidioides immitis、Blastomyces dermatitidisおよびカンジダなどがよくみられる。

### 寄生虫性髄膜炎
CSF内の好酸球（白血球の一種）優位が認められる場合、寄生虫が原因である可能性が考えられる。最もよくみられるのは広東住血線虫、顎口虫、住血吸虫であり、嚢虫症、トキソカラ症、アライグマ回虫症、肺吸虫症の諸症状や、さらに稀な症状、非感染性の症状が同時に認められることが多い。

### 非感染性髄膜炎
髄膜炎は非感染性の原因によっても発症することがある。髄膜に広がる癌（悪性または腫瘍性髄膜炎）や医薬品（主に非ステロイド性抗炎症薬、抗生物質、静注用免疫グロブリン等）を原因とするものである。また、サルコイドーシス（この場合神経サルコイドーシスと呼ばれる）、全身性エリテマトーデス等の膠原病や、ベーチェット病をはじめとする血管炎症候群（血管壁の炎症）等の炎症症状によっても惹き起こされることがある。
このほか、類表皮嚢胞や類皮嚢胞もクモ膜下腔に刺激性物質を放出して髄膜炎を誘発することがある。
モラレ髄膜炎は再発を繰り返す無菌性髄膜炎の一症候で、単純ヘルペスウイルス2型が原因であると考えられている。まれに偏頭痛が髄膜炎を惹き起こすことがあるが、これは他の原因が除外されて初めて診断できるものである。

## 機序
髄膜は3層の膜によって構成されており、脳脊髄液と共に脳および脊髄（中枢神経系）を包み保護している。軟膜は非常に繊細な不浸透性の膜であり、細かい輪郭に沿って脳表面に密着している。クモ膜（蜘蛛の巣のような見た目に由来している）は軟膜の外側をゆるやかに覆う嚢である。クモ膜と軟膜の間にはクモ膜下腔があり、脳脊髄液で満たされている。一番外側にある硬膜は厚い丈夫な膜で、クモ膜および頭蓋骨に接している。
細菌性髄膜炎では、細菌が2つの主要な経路（血流を介する経路と、鼻腔または皮膚のいずれかと髄膜との接触による経路）のいずれかを通って髄膜に到達する。多くの場合、鼻腔等の粘膜表面に存在する微生物が血液内に侵入することが髄膜炎の引き金となる。そしてこれは、ウイルス感染によって粘膜の通常の防御機能が破壊されることが原因となることが多い。細菌は血流を介してクモ膜下腔に侵入し、脈絡叢にある血液脳関門を通過しやすくなる。B群レンサ球菌に血行性感染した新生児の25%が髄膜炎を発症するが、この現象は成人ではあまりみられなくなる。留置器具や頭蓋骨骨折、クモ膜下腔につながる鼻咽頭または副鼻腔の感染が脳脊髄液の直接汚染につながることがある。時折、硬膜の先天性欠損がみられることがある。
髄膜炎にみられるクモ膜下腔の大規模な炎症は細菌性感染の直接的な結果ではないが、大部分は中枢神経系への細菌の侵入に対抗する免疫反応に帰するものであると言える。脳の免疫細胞（アストロサイトおよび小膠細胞）が細菌の細胞膜の成分を検知すると、サイトカイン（他の免疫細胞を誘引し各組織に免疫応答を促すホルモン様の伝達物質）を大量に放出して応答する。血液脳関門の透過性が増し、"血管原性"脳浮腫（血管からの血液漏出による脳の容積拡大）が生じやすくなる。また、大量の白血球がCSF内に入り、髄膜の炎症を惹き起こし"間質性"脳浮腫（間質液による脳の容積拡大）を誘発する。さらには血管壁自体も炎症を起こし（脳血管炎）、血流の減少を招いて3つ目のタイプの脳浮腫、"細胞障害性"脳浮腫を惹き起こす。この3つの脳浮腫はいずれも頭蓋内圧を上昇させる。急性の場合、これに血圧の低下が重なることが多く、血液が脳に供給されにくくなる結果、脳細胞が酸欠状態に陥ってアポトーシス（自動的な細胞死）に至る。
抗生物質の投与が、始めのうち上記のプロセスを悪化させる場合があることが知られている。これは細菌破壊時に細菌細胞膜からの生成物を増加させるためである。免疫系応答を弱めるため副腎皮質ホルモンの投与等の措置を実施する場合がある。

## 診断
| 髄膜炎の種類   | グルコース | 蛋白質         | 細胞数                     |
| -------------- | ---------- | -------------- | -------------------------- |
| 急性細菌性     | 低         | 高             | PMN, しばしば > 300/mm³    |
| 急性ウイルス性 | 標準       | 標準 または 高 | 単核球, < 300/mm³          |
| 結核性         | 低         | 高             | 単核球および PMN < 300/mm³ |
| 真菌性         | 低         | 高             | < 300/mm³                  |
| 腫瘍性         | 低         | 高             | 通常 単核球                |

### 血液検査および画像診断
髄膜炎が疑われる場合、血液培養と同時に血液検査を実施し、C反応性蛋白、全血球計算等を炎症マーカーとして利用する。
髄膜炎の診断と除外に最も重要とされるのは、腰椎穿刺（LP、spinal tap）による脳脊髄液の分析である。ただし、脳内に占拠性病変(脳腫瘍や膿瘍など)があるか頭蓋内圧（ICP）が高値を示す場合、脳ヘルニアの恐れがあるため腰椎穿刺は禁忌である。患者に占拠性病変かICP亢進のリスクがある場合 (最近頭部に怪我をした、免疫系に問題がある、神経系の徴候がみられる、ICP亢進のエビデンスがある等)、腰椎穿刺の前にCTまたはMRI撮影が推奨される。これは成人患者の45%に該当する。
なおガイドラインによれば、LP前にCTまたはMRIが必要な場合やLPが困難である場合、治療の遅れを防ぐためまず抗生物質を投与すべきであり、特に30分以上治療が遅れる場合は強く推奨される。また、のちに髄膜炎合併症を評価するためCTまたはMRIスキャンを実施することが多い。
頭部MRIでは髄膜の異常増強効果で髄膜炎の診断の手がかりになるとされている。異常増強効果は硬膜、硬膜下、くも膜が主体のDA型（dura-arachnoid pattern）とくも膜下、軟膜が主体のPS型（pia-subarachnoid space pattern）が知られ、それぞれびまん性と限局性が知られている。
DA型限局性
髄膜腫などのdual tail signや悪性腫瘍の硬膜転移、開頭術やシャント術後、サルコイドーシス、関節リウマチ、肥厚性硬膜炎、脳出血や脳梗塞や脳静脈瘻近傍の硬膜、頭蓋の腫瘍や炎症周囲の硬膜などで認められる。
DAびまん型
開頭術やシャント術後、くも膜下出血後、がん性髄膜炎を含む髄膜炎や特発性低髄液圧症候群などで認められる。
PS限局型
サルコイドーシス、sturge-weber症候群やリウマチ性髄膜炎（軟膜炎）などで認められる。
PSびまん型
くも膜下出血後、各種薬剤の髄注、がん性髄膜炎を含む髄膜炎、サルコイドーシスなどで認められる。
重度の髄膜炎では、血中電解質のモニタリングが重要であるとされる。例えば細菌性髄膜炎では脱水や抗利尿ホルモン (SIADH)の不適合分泌、過度な点滴静脈注射などのいくつかの要因が絡んで低ナトリウム血症を来たす例が多い。

### 腰椎穿刺

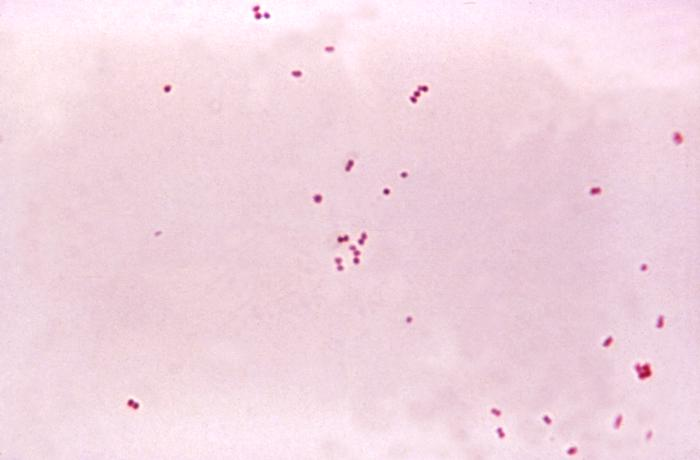
培養した髄膜炎菌のグラム染色
グラム陰性(ピンク)を示し、対になっているものが多い

腰椎穿刺では患者を横向きに寝かせ、局所麻酔後、脳脊髄液（CSF）を採取するため針を硬膜嚢（脊髄を包む嚢）に挿入する。針を差し込んだらまずマノメータを用いてCSF初圧を測定する。初圧は通常6～18cm water（cmH2O）で、細菌性髄膜炎ではこれより高値を示すことが多いクリプトコッカス髄膜炎では頭蓋内圧が著明に亢進する。
髄液の外観によって感染の性質を確認することができる。白っぽく濁っている場合、蛋白や白血球および赤血球、細菌数の高値を表し、細菌性髄膜炎を示唆する。
このCSFサンプルを用いて白血球と赤血球の存在および種類、蛋白量およびグルコース 濃度を調べる。細菌性髄膜炎の場合グラム染色を実施する場合もあるが、細菌が確認されないからといって細菌性髄膜炎を除外できるわけではない。なぜなら細菌が確認されるのは細菌性髄膜炎の60%にとどまるためであり、サンプル採取前に抗生物質を投与している場合、この数値はさらに20%下がる。グラム染色はリステリア症をはじめとする特定の感染に対しても信頼性が低い。サンプルの微生物培養はこれより感度が高い（症例の70～85%で微生物を確認できる）が、結果が出るまで48時間かかる。優勢な白血球の種類によって細菌性（通常、好中球優勢）であるかウイルス性（通常、リンパ球優勢）であるかがわかる（表を参照）。ただし感染の初期段階では、これは必ずしも信頼に足る指標とは言えない。さほど一般的ではないが、好酸球が優勢だと寄生虫や真菌等が原因であることを示している。
脳脊髄液中グルコース濃度は正常値だと血中濃度の40%を超えるが、細菌性髄膜炎では典型的に低くなる。そこで脳脊髄液中グルコース濃度を血中グルコース濃度で割って表す（脳脊髄液中グルコース濃度：血清中グルコース濃度）。この比が≤0.4であると細菌性髄膜炎であることを示す。新生児では通常脳脊髄液中グルコース濃度が成人より高いため、この比が0.6（60%）より小さい場合を異常とする。
脳脊髄液中乳酸が高値を占めす場合、白血球数の高値と同じく細菌性髄膜炎の可能性が高い。乳酸値が35mg/dlより低く、検査前に抗生物質を投与していない場合、細菌性髄膜炎を除外できる。
さまざまな種類の髄膜炎を鑑別するため、これ以外にもさまざまな試験法が使用される。肺炎レンサ球菌、髄膜炎菌、インフルエンザ菌、Escherichia coli、B群レンサ球菌を原因とする髄膜炎ではラテックス凝集試験陽性となる。その結果によって治療法が変わるようなものではないためルーチン使用は推奨されていないが、他の試験では診断ができない場合に使用することができる。
同じように、グラム陰性細菌による髄膜炎ではリムルス試験が陽性となるが、これも他の試験法が有用でないような場合に限り実施される類のものである。
ポリメラーゼ連鎖反応（PCR）は、脳脊髄液中に細菌またはウイルスのDNAが存在するかどうかを確認するため、細菌のDNA断片を増幅させる手法である。病原体のDNAのほんの断片さえあれば確認できるため、感度、特異度ともに高く、細菌性髄膜炎の細菌を特定し、ウイルス性髄膜炎のさまざまな原因（エンテロウイルス、単純ヘルペスウイルス2型、ワクチン未接種の場合の流行性耳下腺炎（おたふくかぜ）等）を識別する助けとなる。
ウイルス性髄膜炎には血清学（ウイルスに対する抗体の特定）も有用である。結核性髄膜炎が疑われる場合、サンプルは感度の低いチール・ネールゼン法および非常に時間がかかる結核菌培養に回されることになるが、ポリメラーゼ連鎖反応（PCR）が広く用いられるようになってきている。
クリプトコッカス髄膜炎の診断にはCSFの墨汁染色が低コストで使用できるが、血液またはCSFのクリプトコッカス抗体検査の方が感度が高く、特にAIDS患者には顕著である。
診断、治療ともに困難となるのが、抗生物質投与後（推定副鼻腔炎の加療によるものなど）に髄膜炎の症状がみられる髄膜炎の「不完全治癒」状態である。この場合、CSF所見はウイルス性髄膜炎に似るが、ウイルス性であると断定できるエビデンス（PCRによるエンテロウイルス陽性等）が得られるまでは抗生物質による治療を続ける必要がある。

### 剖検

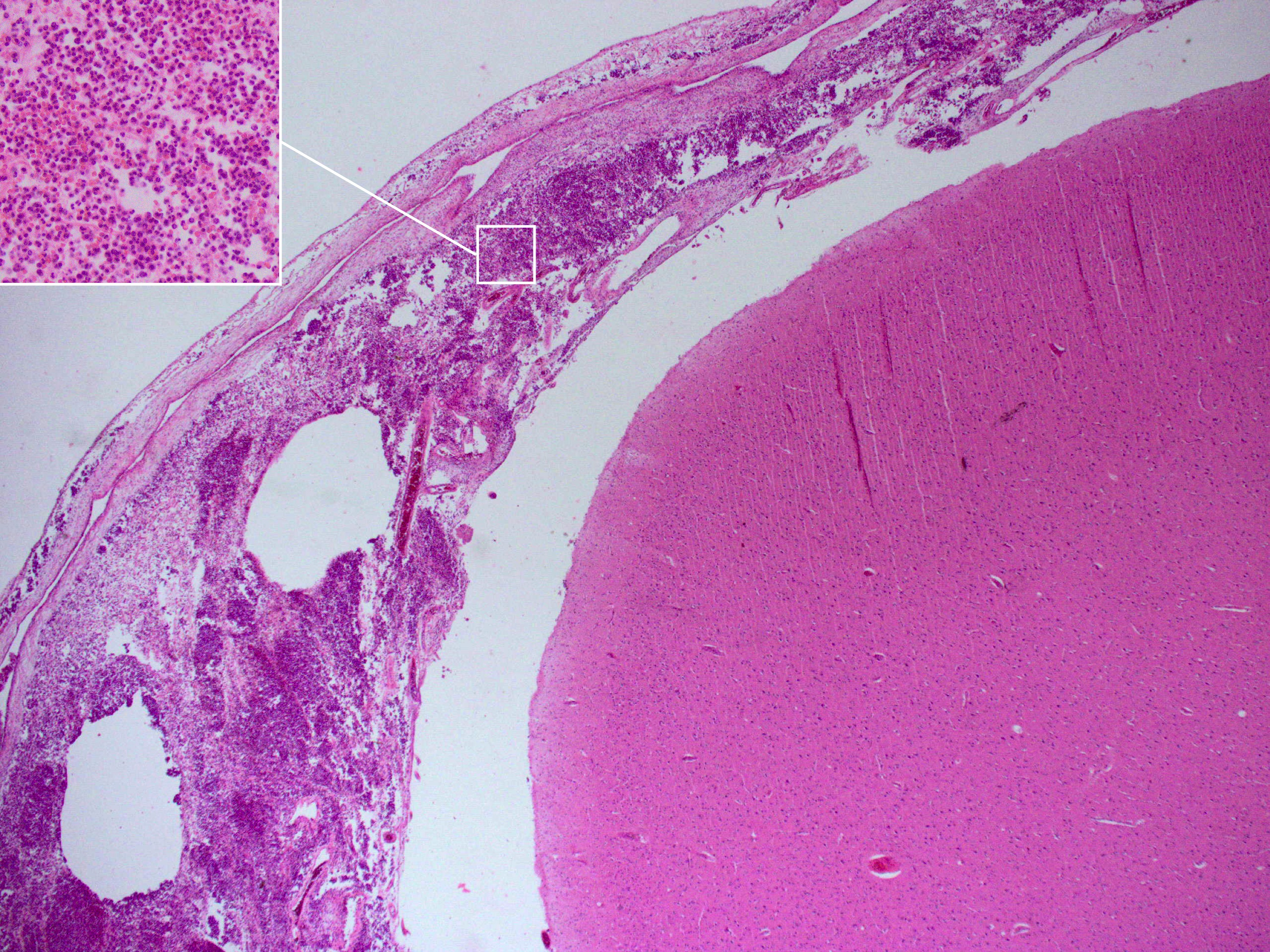
細菌性髄膜炎の病理組織学:肺炎球菌性髄膜炎患者の剖検例。多数の好中性顆粒球を認める炎症が軟膜に浸潤している。

患者の死後に髄膜炎が診断される場合もある。剖検では通常、髄膜の軟膜層およびクモ膜層に広範囲に及ぶ炎症が認められる。好中性顆粒球が脳神経および脊髄のほか脳脊髄液および脳底部にも広がっていることが多く、膿に包まれていることもある。これは髄膜の血管にも認められる。

## 予防
髄膜炎の原因のいくつかに対しては、予防接種による長期的な予防や抗生物質による短期的な予防が可能である。行動による予防も効果的である。

### 予防行動
細菌性髄膜炎およびウイルス性髄膜炎は感染性であるが、いずれも風邪やインフルエンザほど強い感染性はない。キスや至近距離でのくしゃみ、咳などの密接な接触があった時に気道分泌物の飛沫から感染することはあるが、髄膜炎患者と同じ空間にいただけで空気感染することはない。ウイルス性髄膜炎はエンテロウイルス感染によることが多く、糞便が感染源となることが非常に多い。感染につながるような行動を避けるだけで感染リスクを減少させることが可能である。

### 予防接種
1980代から多くの国々で子供の定期予防接種プログラムにインフルエンザ菌b型ワクチン（Hibワクチン）が組み入れられてきた。そのような国々では小児の髄膜炎の原因からインフルエンザ菌b型が実質的に除外されるまでになっている。しかしこの疾患が未だ重い病苦となっている諸国では、このワクチンは非常に高価である。日本では依然として、Hibは小児細菌性髄膜炎の最も多い起炎菌である。日本ではHibワクチンが2008年12月より、医療機関で任意接種可能となった。Hibワクチンによりベースライン（2008～2010 年）と比較して，2014 年 Hib による細菌性髄膜炎の罹患率は 100％ 減少した 。
同じように、流行性耳下腺炎ワクチンによってムンプス髄膜炎の発症数が大幅に減少している。ワクチン未接種時は、おたふくかぜ患者全体の15%がムンプス髄膜炎を発症していた。
髄膜炎菌A、C、W135およびY群に対しては髄膜炎菌ワクチンが存在する。髄膜炎菌C群に対する予防接種を実施している国では、この細菌による症例数が大幅に減少している。また、現在は4種を混合した4価ワクチンが存在する。ハッジ（イスラム世界におけるメッカ巡礼）に参加する際には髄膜炎菌4価ワクチン（ACW135Y）接種がビザ取得の要件とされている。
一方、B群レンサ球菌ワクチンの開発は困難を極めている。これは表面蛋白質（通常ワクチン開発に使用される）から得られる免疫系からの応答が弱く、また正常なヒトの蛋白と交差反応するためである。とはいえいくつかの国（ニュージーランド、キューバ、ノルウェー、 チリ）ではB群レンサ球菌の地方種に対するワクチンが開発されており、そのいくつかは予防接種計画に組み込まれ良好な成績を収めている。
アフリカでは最近まで、髄膜炎菌性髄膜炎の流行の予防とコントロールを早期発見とリスクのある集団を対象とした2価（A/C）または3価（A/C/W135）多糖体ワクチンの集団予防接種による緊急対応に依ってきた。しかし、若年者を対象としたMenAfriVac（髄膜炎菌A群ワクチン）が効果をあげ、医療資源の限られた環境での開発協力モデルとして取り上げられている。
肺炎レンサ球菌の7種類の血清型に効果のある肺炎球菌ワクチン（PCV）のルーチン接種により、肺炎球菌性髄膜炎の発症数が著明に減少している。肺炎球菌ワクチンによりベースライン（2008～2010 年）と比較して，2014 年 肺炎球菌による髄膜炎の罹患率は 71％ 減少した。23価肺炎球菌多糖体ワクチンは特定の集団(脾臓摘出術を施行した患者など)に限り投与されている（日本も承認済み）が全接種者から有意な免疫応答が得られているわけではない。乳幼児（2歳未満）にはこの23価ワクチンが無効であるため、乳幼児の肺炎球菌性髄膜炎の予防には多価（最も知られているのは7価）蛋白結合肺炎球菌ワクチンが必要である（国内未承認）。7価の肺炎球菌ワクチンも、輸入ワクチンを取り扱っている医療機関において接種可能である。2024年8月、20価肺炎球菌ワクチン（製品名:プレベナー20®）が日本でも使用可能となった。
小児へのBCGワクチン投与は結核性髄膜炎発症率を有意に減少させると報告されているが、成人に対する有効性には疑問があり、さらに効果の高いワクチンの開発研究が試みられている。

### 抗生物質
抗生物質による短期間の予防も、特に髄膜炎菌性髄膜炎にはひとつの手段である。髄膜炎菌性髄膜炎の場合、抗生物質による予防的治療（例：リファンピシン、シプロフロキサシン、セフトリアキソン等）で発症リスクを減少させることができるが、将来の感染に対する予防効果はない。リファンピシンは投与後に抵抗性が増加することが知られており、別の抗生物質の使用が推奨されることもある。
頭蓋底骨折患者に髄膜炎の予防目的で抗生物質を使用することが多いが、これが有益であるか有害であるかを判断するための科学的根拠は充分とはいえない。脳脊髄液漏出の有無についても同じことがいえる。

## 治療
髄膜炎は生命にかかわる疾患であり、もし治療せず放置すれば死亡率が高く、治療の遅れが転帰不良につながる。そのため、検証的試験を行うと同時に広い抗菌スペクトルを有する抗生物質を用いて速やかに治療する必要がある。ガイドラインでは、プライマリケアの段階で髄膜炎菌性髄膜炎が疑われる場合、病院へ搬送する前にベンジルペニシリンを投与することが推奨されている。低血圧 やショック症状がみられる場合、点滴を行う。髄膜炎は早期に重度の合併症を惹き起こすため、合併症を早急に見極め、必要に応じて集中治療室に収容することが推奨されている。
意識レベルが非常に低い場合や呼吸不全の所見がみられる場合は人工呼吸が必要である。頭蓋内圧上昇の徴候があれば、頭蓋内圧測定器によってモニタリングする。同時に脳灌流圧の最適化や頭蓋内圧を低下させるための薬品(マンニトール等)を用いたさまざまな治療が可能である。てんかん性発作には抗てんかん薬を用いる。水頭症(脳脊髄液の流出が阻害された状態)には一次的または長期的に脳室シャント等によるドレナージが必要となる場合がある。

### 細菌性髄膜炎

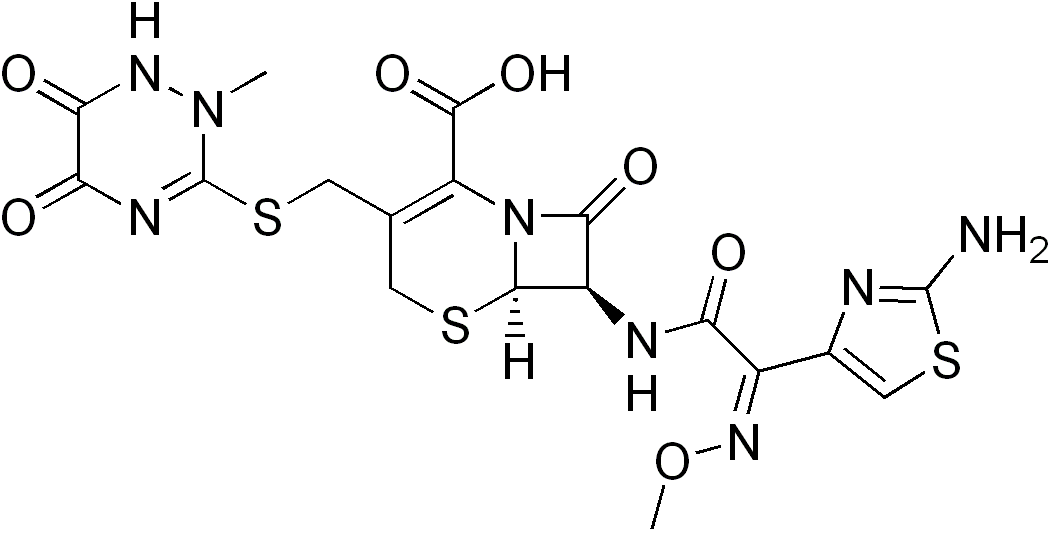
第三世代セファロスポリン、セフトリアキソンの構造式。細菌性髄膜炎の初期治療に推奨されている。

腰椎穿刺およびCSF分析の結果が出る前であっても即座に抗生物質による経験的治療を開始するべきである。
小児の細菌性髄膜炎では、難聴を予防するためにステロイド薬のデキサメタゾンを併用することもある。
頭蓋内圧亢進症状が強い場合や、意識障害が見られる場合には、グリセリンやマンニトールなど多糖類の投与で脳浮腫の改善を図る。

### 成人細菌性髄膜炎の経験的治療
市中発生では数年前まではアンピシリン（ビクシリン®）とセフトリアキソン（ロセフィン®）であったが耐性菌の増加に伴いカルバペネム系が用いられる傾向がある。この場合はカルバペネム系の単剤療法となる。
- パニペネム・ベタミプロン（カルベニン®）1回1g、1日4回、合計4g/day（保険適用は2g/dayまで）
- メロペネム（メロペン®）1回2g、1日3回、合計6g/day(保険適応は2g/dayまで)

院内発生や免疫抑制下（50歳以上やアルコール依存者）ではMRSAやリステリアもカバーするため以下の3剤併用とすることがある。なおセフトリアキソン（ロセフィン）はセファチキシム（クラフォラン®）1回2g、1日4回、合計8g/day（保険適応は4g/dayまで）に変更可能である。感受性結果で仮にバンコマイシン以外に感受性がなかったとしても、バンコマイシンの単独治療は避ける事が推奨されている。
- セフトリアキソン（ロセフィン®）1回2g、1日2回、合計4g/day(保険適応は4g/dayまで)
- バンコマイシン（バンコマイシン）1回0.5g、1日4回、合計2g/day(保険適応は2g/dayまで)
- アンピシリン（ビクシリン®）1回2g、1日6回、合計12g/day(保険適応は4g/dayまで)

また抗生物質投与前10～20分または同時投与でデキサメタゾンを投与することがガイドラインでは推奨されている。
- デキサメサゾン（デカドロン®）0.15mg/Kgで1日6回(36mg/60Kg/day)を2～4日投与

抗菌薬による細菌の融解で細菌の壁産物が放出される。これにより惹起される炎症性メディエイターによるサイトカイン、ケモカイン、酸化窒素の放出を副腎皮質ステロイド薬が抑制することで神経障害が軽減すると考えられている。
抗菌薬の治療中止はガイドライン上は髄液所見が正常化後さらに1週間の投与をしたら終了とされている。髄液細胞50/mm3以下で血清CRP正常化で投与を中止しても再燃しないという報告もある。再発予防としては原因となった疾患（中耳炎、副鼻腔炎、脊椎硬膜下膿瘍、脳室シャント、カテーテル、手術創）などを可能なかぎり治療、除去するといったことである。

### ウイルス性髄膜炎
ウイルス性髄膜炎には通常補助的治療のみを行う。髄膜炎の原因となるウイルスのほとんどには特定の治療法が存在しないためである。ウイルス性髄膜炎は細菌性髄膜炎よりも良好な経過をたどる傾向にある。単純ヘルペスウイルスおよび水痘・帯状疱疹ウイルスにはアシクロビル等の抗ウイルス薬が奏効するとされているが、この治療法の有効性を個別に検討した臨床試験はない。軽度のウイルス性髄膜炎は補液、安静、鎮痛剤などの保存的療法を用いて在宅療養が可能である。

### 真菌性髄膜炎
クリプトコッカス髄膜炎をはじめとする真菌性髄膜炎はアムホテリシンBやフルシトシン等の抗真菌薬を高用量、長期間投与して治療する。真菌性髄膜炎では頭蓋内圧亢進がよくみられ、頭蓋内圧を下げるために頻繁に(理想的には毎日)腰椎穿刺を実施することが望ましい。腰椎ドレナージでも代用可能である。

## 予後
| no data <10 10-25 25-50 50-75 75-100 100-200 | 200-300 300-400 400-500 500-750 750–1000 >1000 |

2004年における10万人あたりの髄膜炎における障害調整生命年
no data
<10
10-25
25-50
50-75
75-100
100-200
200-300
300-400
400-500
500-750
750–1000
>1000

細菌性髄膜炎は治療しなければほとんどが死に至る。他方ウイルス性髄膜炎は自然に軽快する傾向があり、死亡例はほとんどない。加療した場合、細菌性髄膜炎による死亡率（死亡リスク）は患者の年齢や起炎菌に左右される。新生児の場合、細菌性髄膜炎によって20 - 30%が死亡する。それより成長した小児では死亡率が大きく下がり、約2%であるが、成人ではふたたび19 - 37%に上昇する。死亡リスクは年齢以外にも、病原体が脳脊髄液から取り除かれるまでに要する時間、全身疾患の重症度、意識レベル低下やCSF内白血球数の異常低値など、様々な因子から予測される。インフルエンザ菌および髄膜炎菌による髄膜炎は、B群レンサ球菌や大腸菌群、肺炎レンサ球菌を原因とするものよりも予後が良好である。成人でも髄膜炎菌性髄膜炎は肺炎球菌性よりも死亡率が低い（3 - 7%）。
小児の場合、神経系へのダメージによって知能低下のほか突発性難聴、てんかん、学習障害および行動面の困難などの障害を負う可能性があり、生存者の約15%に発生する。難聴には改善可能なものもある。成人では、全例の66%が後遺症なく回復する。最も大きな問題は難聴（14%に発現）および認知障害（10%に発現）である。

## 疫学

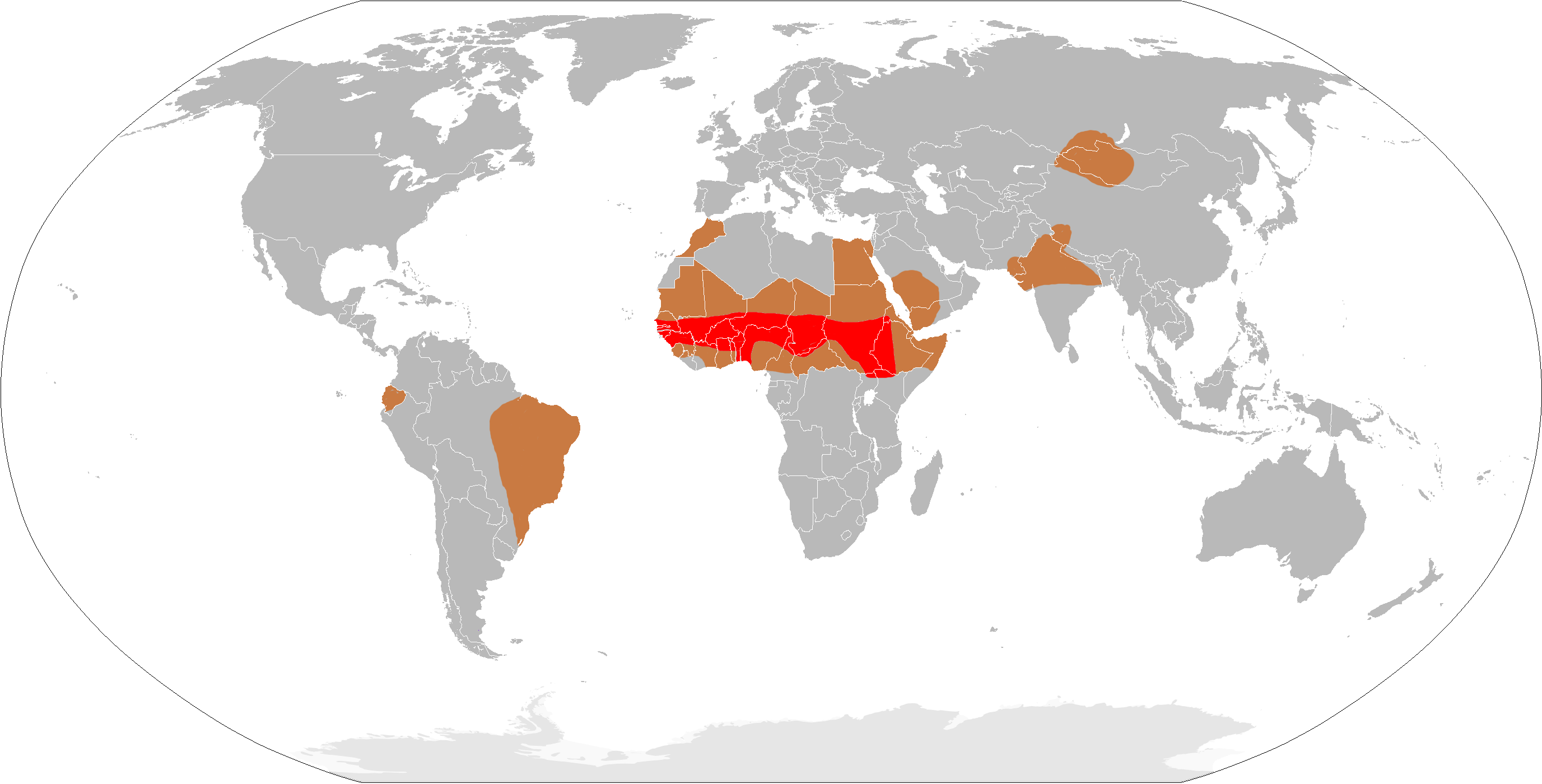
髄膜炎菌性髄膜炎の人口統計
髄膜炎ベルト
流行発生地域
散発的症例のみ

髄膜炎は多くの国で法定伝染病に指定されているが、正確な発症率は明らかにされていない。西洋諸国では、年間に成人10万人に3人の割合で細菌性髄膜炎を発症している。Population-wide諸試験によればウイルス性髄膜炎の方が頻度が高く、100,000人に10.9人の割合で発症し、夏に増える傾向がみられる。ブラジルでは細菌性髄膜炎の方が発症率が高く、年間100,000人に45.8人となっている。
サハラ以南アフリカでは100年以上にわたって髄膜炎菌性髄膜炎の大規模な集団発生に苦しんでおり、"髄膜炎ベルト"と呼ばれている。乾季（12月から6月）に流行する傾向にあり、流行期は2 - 3年続き、間の雨季に消失する。この地域では罹患率が10万人につき100 - 800人となっており、患者は充分な医療を受けられていない。原因は髄膜炎菌によるものが圧倒的である。これまでに記録されている最も大規模な流行では、1996年 - 1997年にかけてこの地域全体を飲み込み、250,000人が発症し25,000人が死亡した。
髄膜炎菌性髄膜炎の集団発生は、兵舎や大学キャンパス、年1回のハッジ巡礼など大勢が共同生活をする環境で発生する。アフリカでの流行サイクルのパターンはよくわかっていないが、いくつかの因子が髄膜炎ベルトにおけるエピデミックの発現に関わっている。その中には医学的条件（集団の免疫学的な病気のかかりやすさ）、人口統計学的条件（旅行や大規模な集団の移動）、社会経済的条件（人口過密や 劣悪な生活環境）、気象条件（干ばつや砂嵐）、同時期に発生する感染症（急性呼吸器感染症等）などがある。
細菌性髄膜炎の原因の地域的な分布には顕著な違いがある。例えば N. Meningitides（髄膜炎菌）B群およびC群のほとんどはヨーロッパに発生しており、A群はアジア、次いでアフリカで優勢である。アフリカでは髄膜炎ベルトにおける大規模流行の原因となっており、記録されている髄膜炎菌性髄膜炎例の80%～85%を占める。

## 歴史
研究者の中にはヒポクラテスが髄膜炎の存在を発見したという者もおり 、また髄膜症がイブン・スィーナーなどルネッサンス以前の医師に知られていたとされている。エジンバラの医者Robert Whyttによるものとされ、彼の死後1768年に公表された報告書に結核性髄膜炎に関する記述があり、"脳内の浮腫"と表現されているが、結核とその病原体が関連づけられるのは19世紀になってからである。
髄膜炎の大流行は比較的近年になってからの現象であると考えられる。最初の大規模な集団発生が記録されているのは1805年のジュネーヴであり、その後間をおかずヨーロッパおよびアメリカ合衆国でも数回の流行の発生が記録されている。アフリカでの最初の流行の記録は1840年にみられ、20世紀には1905年から1908年にかけてナイジェリアからガーナに広がった大流行を起点として大幅に増加している。
髄膜炎の原因としての細菌感染に関する最初の記録は、オーストリアの細菌学者Anton Weichselbaumのmeningococcus（1887年）にみられる。初期の報告では髄膜炎による死亡率は非常に高いものであったが（90%以）、1906年にウマを用いて抗血清が作られた。その後アメリカ人科学者Simon Flexnerによって改良され、髄膜炎菌性髄膜炎による死亡率が大きく低下することとなった。1944年にはペニシリンが髄膜炎に有効であることがはじめて報告されている。20世紀末にはヘモフィルスワクチンが導入され、ヘモフィルス属ウイルスによる髄膜炎の症例数が著明に減少した。また、2002にはステロイドが細菌性髄膜炎の予後を改善させるとするエビデンスが得られている。

## 予防
インフルエンザ桿菌b型（Haemophilus influenzae type b, Hib）による髄膜炎は、Hibワクチンの登場により、諸外国では極めてまれな疾患となった。乳幼児へのHibワクチン導入により、Hib髄膜炎発生頻度は導入前の100分の1近くまで減少している。日本では依然として、Hibは小児細菌性髄膜炎の最も多い起炎菌である。日本ではHibワクチンが2008年12月より、医療機関で任意接種可能となった。
肺炎球菌による髄膜炎も、成人免疫不全患者、高齢者に対する肺炎球菌23価ワクチン（日本も承認済み）によって予防できる。乳幼児（2歳未満）にはこの23価ワクチンが無効であるため、乳幼児の肺炎球菌性髄膜炎の予防には多価（最も知られているのは7価）蛋白結合肺炎球菌ワクチンが必要である（国内未承認）。7価の肺炎球菌ワクチンも、輸入ワクチンを取り扱っている医療機関において接種可能である。